# Morad
Morad El Khattouti El Horami, conegut simplement com a Morad   (l'Hospitalet de Llobregat, 5 de març de 1999), és un raper marroquí que fa música drill en castellà en clau urbana i jove.

## Biografia
Va començar a cantar a catorze anys compartint cançons enregistrades per WhatsApp amb els amics. Va conèixer el cantant Beny Jr., a qui acompanyava als estudis de música. Passat un temps es va atrevir a cantar i enregistrar cançons. Viu al barri de La Florida i la majoria dels vídeos de les seves cançons mostren paisatges urbans dels barris de l'Hospitalet de Llobregat.
El 17 de juliol de 2021 fou detingut, juntament amb un altre jove, per atemptat contra agents de l'autoritat per uns incidents a la zona de La Florida en una intervenció de l'Àrea de Brigada Mòbil (BRIMO) dels Mossos d'Esquadra. Morad va quedar en llibertat l'endemà després de passar pel jutjat de guàrdia.
A principis del 2022, va ser acusat d'entrar a un habitatge a Barcelona i d'amenaçar de mort a un veí. Durant la citació es van mostrar fotografies i vídeos de les càmeres de videovigilància, però no es va arribar a identificar a Morad com a l'agressor, per tant va ser absolt dels càrrecs.
El 4 de juny del mateix any, els Mossos d'Esquadra van detenir Morad a Barcelona després d'una persecució policial. L'artista es trobava conduint amb excés de velocitat i sense carnet.
El juliol de 2022 va ser detingut en dues ocasions, una per una discussió amb els Mossos d'Esquadra després de ser interceptat el vehicle on anava d'acompanyant per saltar-se un semàfor en vermell, i l'altra per no presentar-se al jutjat en una causa pendent per conduir sense carnet. Els Mossos van denunciar que el cantant estaria utilitzant la policia catalana i els seus incidents amb aquesta per guanyar fama i seguidors.
L'octubre del 2022 va ser detingut de nou, acusat d'un delicte greu d'incitació a desordres públics. L'artista hauria pagat a joves del barri a canvi que cremessin contenidors. El raper va amenaçar a agents de la Guàrdia Urbana de l'Hospitalet de Llobregat durant la gravació d'un videoclip, indicant que ho faria. Poc després, van ser cremats al barri fins a cinc contenidors, afectant el foc també a diversos vehicles estacionats. Com a part de les condicions de la seva fiança, el jutge va ordenar el seu desterrament del barri de La Florida.

## Música
La font d'inspiració de les lletres de Morad prové de la seva infantesa i adolescència, que van ser difícils, però que van tenir moments i vivències que el van ajudar a tirar endavant. El cantant confessa que la música l'ha fet madurar i admet que gràcies a la música és conegut, es pot guanyar la vida amb ella i fora del seu barri el miren diferent. Practica l'estil musical drill, un estil innovador amb trets en comú amb l'afro-rap francès d'origen magrebí.
Des del compte de YouTube M.D.L.R., es van penjar una sèrie de vídeos: La vida loca, La calle me enseñó, Lo que quiera, Un cuento, Loco, M.D.L.R., etc. En el vídeo M.D.L.R., es va anunciar una gira de concerts, anomenada també MDLR (Mec de La Rue; "noi del carrer" en francès). Posteriorment es van penjar les cançons del disc M.D.L.R., produït per Steve Lean, un altre jove barcelonès. Morad relaciona el terme M.D.L.R amb la pertinença a la classe treballadora, però tot i parlar en les seves lletres d'abusos policials, injustícies socials i racisme estructural fuig de posicionaments polítics definits o crítiques a estaments polítics i reials.
Durant l'any 2020, Morad va continuar penjant cançons a YouTube i a altres plataformes de reproducció musical. Durant el període de confinament per causa de la pandèmia de la Covid-19 l'any 2020, va penjar cinc cançons noves amb els seus respectius vídeos, animacions senzilles fetes per Jon Benet (conegut a les xarxes socials com jonbismo).
El seu volum d'oients a plataformes com Spotify és dels més alts d'Espanya i un dels artistes catalans més escoltats.

### Cançons destacades
El 17 d'octubre de l'any 2018 va publicar la cançó No son de calle al portal YouTube, amb imatge fixa. La producció va ser de "Vato". L'octubre del 2019 publica la cançó La Calle y Su Clase i es popularitza ràpidament a YouTube, la producció musical de la qual va ser a càrrec de "Prod. Tr Fact & Vato". A escondidas (produït per "$kyhook"), aconseguí amb pocs dies de diferència ser disc d'or i de platí. Bobo, cançó penjada a YouTube, és de les primeres cançons de l'any 2020.

### Disc M.D.L.R.
Aquest disc ha estat el primer. El seu títol coincideix amb el seu àlies musical i nom del compte de Morad en algunes xarxes socials. Conté deu cançons produïdes per Vato, Tr. Fact, G. Nuviala, Young Wolf i Yung G.

### Col·laboracions
Va participar en el disc "Ave Maria", compost per cinquanta-cinc temes de cinc artistes, Morad entre ells, oferint nou cançons, una d'elles fent duet amb el seu amic Beny Jr. En 2020, col·laborà amb el músic Jul en l'àlbum La Machine a la pista Vatos Locos.

## Concerts i gires

### Any 2019
El 7 de juliol de 2019 oferí el seu primer concert en la sala Razzmatazz, acompanyat d'altres cantants del seu barri: Beny Jr, Maro i Jensen King. Durant la tardor de 2019 va iniciar una gira prevista per vuit ciutats que acabaren sent-ne 20 i, en alguns casos, amb canvi de sala per ampliar la capacitat. El 13 de desembre de 2019 feu un concert a la sala Salamandra de l'Hospitalet de Llobregat.

### Any 2020
El 25 de gener va fer un concert a La Línea de la Concepción. El 29 de gener de 2020 va protagonitzar una actuació a la sala-restaurant Shoko BCN. Durant febrer, va fer concerts per les Illes Canàries, Vitoria, Pamplona i Mataró.

### Concerts ajornats
Durant el març de 2020 estaven programats Manresa i Còrdova, que van ser ajornats a octubre i desembre per la Pandèmia de COVID-19, i els prevists per l'abril de 2020 Valladolid i Salamanca es van ajornar fins al desembre de 2020. Morad tenia una actuació prevista en el festival Granada Reggetón durant la primavera de 2020 que es va cancel·lar. És al cartell del Sònar 2020 de Barcelona.
Va participar en el Festival Cabo De Plata, Barbate (Cadis), del 23 al 25 de juliol. També va participar en el festival Arenal Sound de Borriana i el festival Vive Latino de Saragossa.